# لوكسمبورجيون

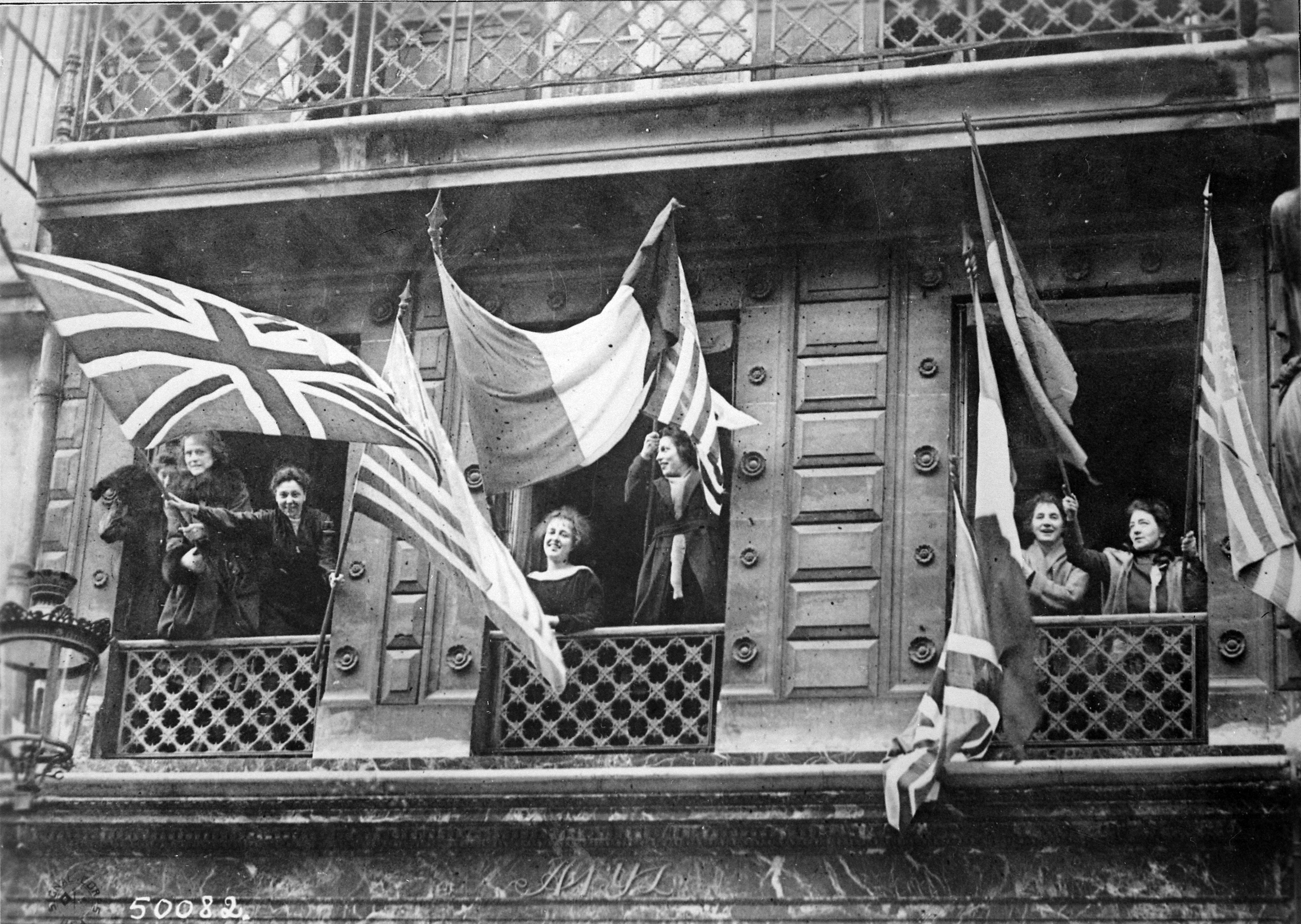
سكان لوكسمبورغ يحتفلون بتحرير بلادهم في نهاية الحرب العالمية الأولى عام 1918.

اللوكسمبورجيون (/ˈlʌksəmbɜːrɡərz/ LUK-səm-bur-gərz; (باللوكسمبورغية: Lëtzebuerger)‏ ) هم عرقية جرمانية مستوطنة لوكسمبورغ مشتركين في ثقافة لوكسمبورغ ومن أصل لوكسمبورجي. كان اللوكسمبورجيون مثل النمساويين، يُعتبرون تاريخيا مجموعة فرعية إقليمية من الألمان العرقيون وكانوا ينظرون إلى أنفسهم على هذا النحو حتى انهيار الاتحاد الألماني. حصلت لوكسمبورغ على استقلالها، مع بقائها في اتحاد شخصي مع هولندا، بعد توقيع معاهدة لندن عام 1839. ولم يدم الاتحاد طويلا لأنه تم على المستوى الثنائي. وتم حله وديا في عام 1890.
قانونيا يعتبر جميع مواطني دوقية لوكسمبورغ الكبرى "لوكسمبورغيين" وفقًا لقانون لوكسمبورغ، على الرغم من تبني الهوية الجرمانية المميزة علم اللغة الإثنية والترويج لها علنًا. الصفة المقابلة هي "اللوكسمبورغية"

## خلفية تاريخية
يعيش معظم اللوكسمبورغ العرقيين في دوقية لوكسمبورغ الكبرى ((باللوكسمبورغية: Lëtzebuerg)‏)، وهي بلد غير ساحلي في أوروبا الغربية، وتقع بين ألمانيا وفرنسا وبلجيكا، وهم من السلتيك/الغالية الرومانية والجرمانية (الفرنجة) الأصل. اللوكسمبورغية هي اللغة الأم الوحيدة لسكان لوكسمبورغ (كما يدرسها الآباء)، على الرغم من أن معظمهم تقريبًا يتعلمون الفرنسية والألمانية في المدرسة ويستطيعون التواصل عبر اللغة الإنجليزية هاتين اللغتين أيضًا منذ سن مبكرة. على الرغم من العدد الصغير إلى حد ما من اللوكسمبورغيين، هناك شتات كبير نسبيًا من شعبهم، سواء في أوروبا أو في أماكن أخرى، وعلى الأخص في الخارج في أمريكا الشمالية، وجه الخصوص هناك سكان في البلدان المحيطة بلجيكا، فرنسا، و ألمانيا. ويرجع ذلك في معظمه إلى أسباب تاريخية، وخاصة اقتسام لوكسمبورغ الثلاثي، والتي أدت إلى دمج أراضي لوكسمبورغ السابقة في كل من البلدان الثلاثة المحيطة.
كما ذكرنا سابقا، هناك أيضًا أعداد كبيرة من اللوكسمبورغيين في الأمريكتين، مع وجود أكبر مجموعة في الولايات المتحدة. هاجر آخرون إلى مملكة المجر في العصور الوسطى مع الألمان خلال المرحلة الأولى من المستوطنة الألمانية شرقًا ((بالألمانية: Ostsiedlung)‏) في القرن الثاني عشر (وفي وقت لاحق، خلال العصر الحديث). سكسونيون ترانسلفانيا (على وجه الخصوص) وبنات سوابيانز (جزئيًا) هم من نسل هؤلاء المستوطنين. علاوة على ذلك، فإن لهجة ترانسلفانيا الساكسونية قريبة جدًا من اللهجة اللوكسمبرجية.
بالإضافة إلى ذلك، فإن ألمان زيبسر في المنطقة التاريخية لزيبس في سلوفاكيا (ولكن أيضًا أحفادهم في ماراموري وبوكوفينا) هم أيضًا جزء من اللوكسمبورغيين. الشتات نظرًا لحقيقة أن جزءًا من أسلافهم ينحدر من شمال غرب راينلاند والمناطق المجاورة أو المجاورة.
إن تفسير الروابط الثقافية والعرقية واللغوية بين الساكسونيين في ترانسيلفانيا واللوكسمبورغيين بسيط إلى حد ما، وهو أن الموجات الأولى من المستوطنين الساكسون الترانسلفانيين الذين استعمروا أجزاء من ترانسيلفانيا، وسط رومانيا الحالية، تنبع من منطقة وادي نهر الراين في منطقة موسيل، وضمنيًا من لوكسمبورغ أيضا. كان هؤلاء المستوطنون جزءًا من عملية الاستعمار Ostsiedlung في الوسطى وأوروبا الشرقية وتمت دعوتهم في أواخر القرن الثاني عشر، خلال العصور الوسطى العليا، من قبل ملك المجر غيزا الثاني لتطوير وتحصين والدفاع عن جنوب وجنوب شرق ترانسيلفانيا ضد الشعوب الآسيوية الغازية (مثل الكومان والبجناك والمغول أو التتار). علاوة على ذلك، في عام 2007، شاركت مدينة لوكسمبورغ ضمن عاصمة الثقافة الأوروبية مع مدينة سيبيو الرومانية ((بالألمانية: Hermannstadt)‏)، أحد أهم المراكز الحضرية التاريخية للساكسونيين الترانسلفانيين، في الماضي والحاضر، في النواحي الثقافية والإدارية والدينية أيضًا.

## معرض الصور

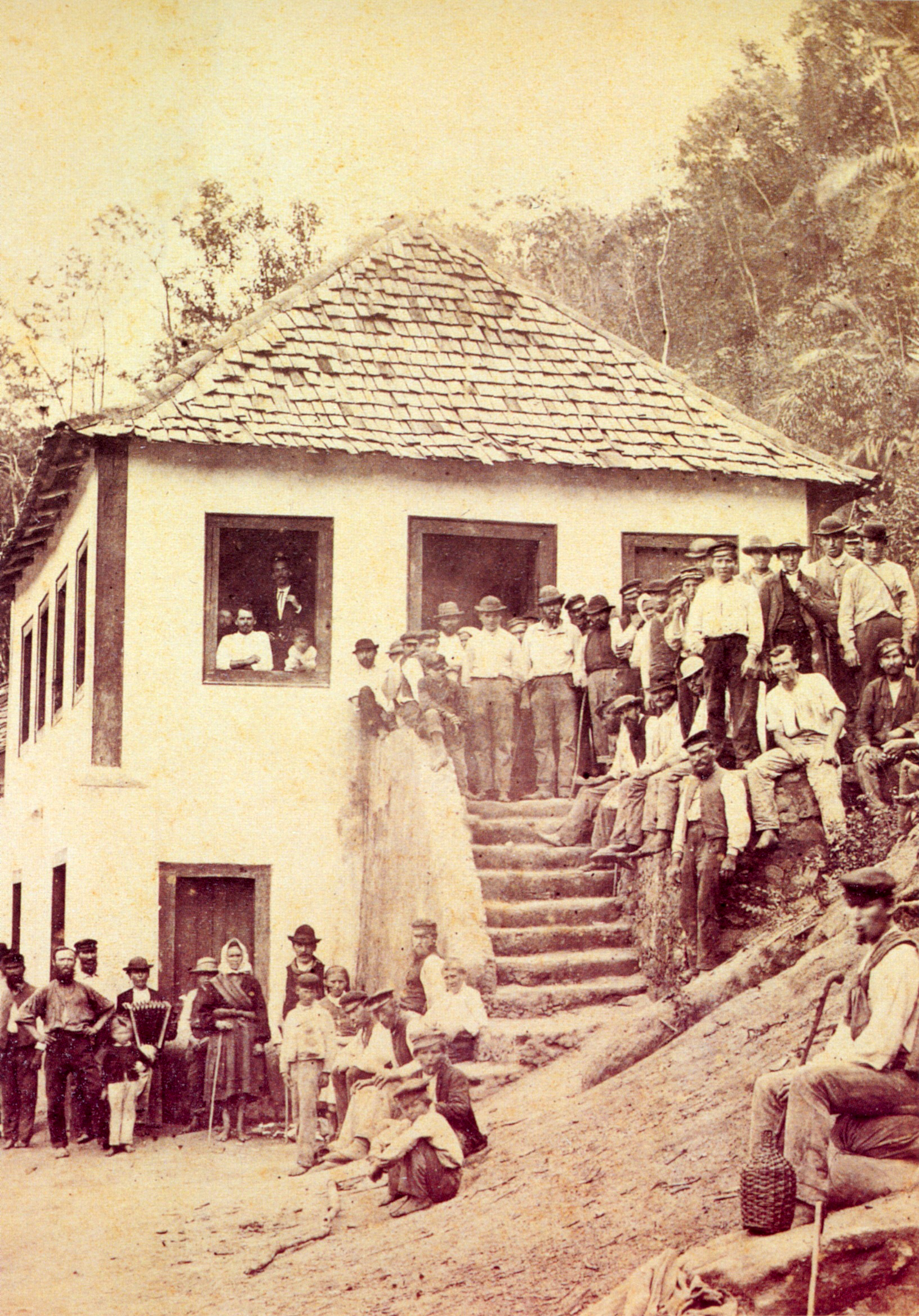
ألمان ولوكسمبورغيون في البرازيل (1875)
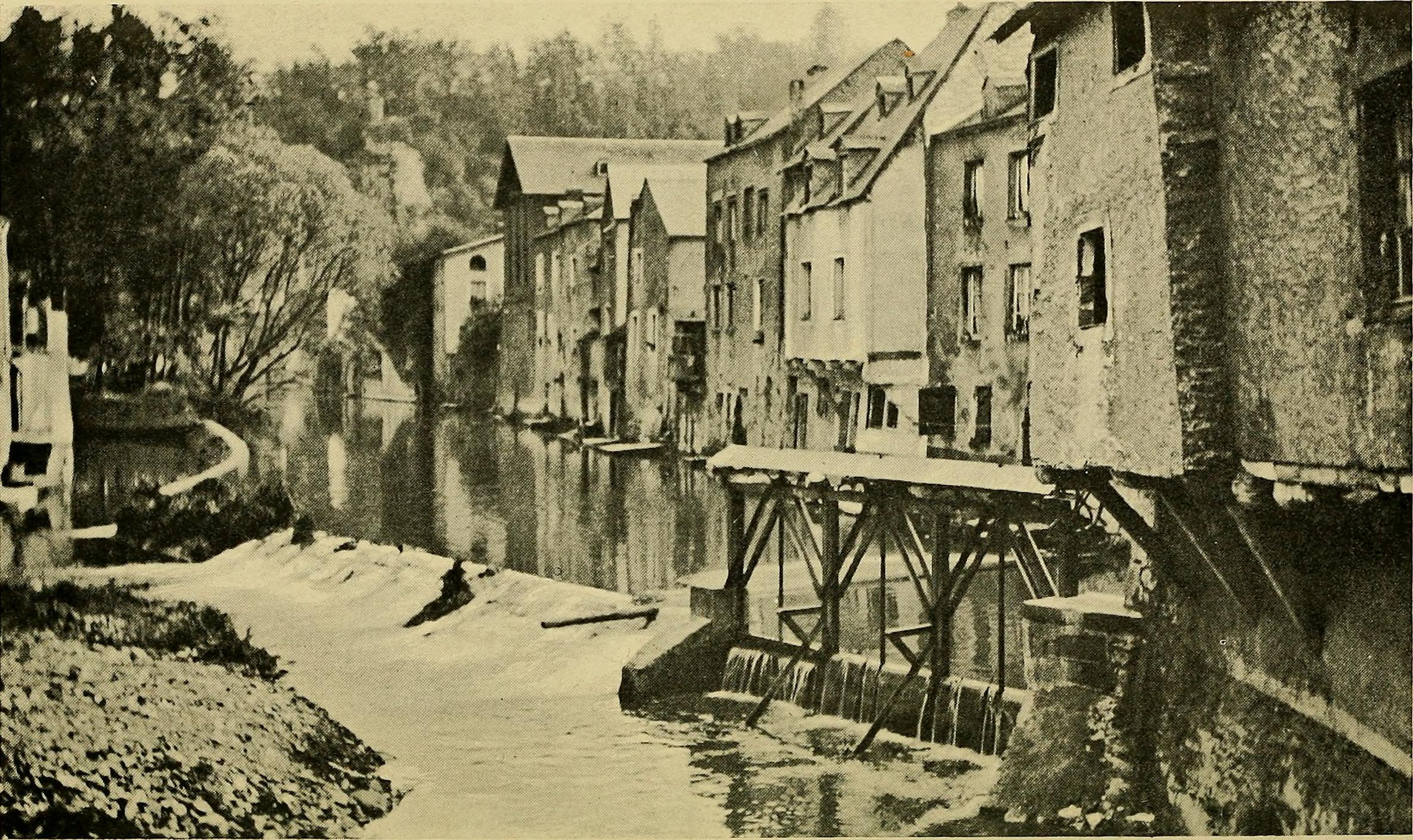
مدينة لوكسمبورغ عاك 1913
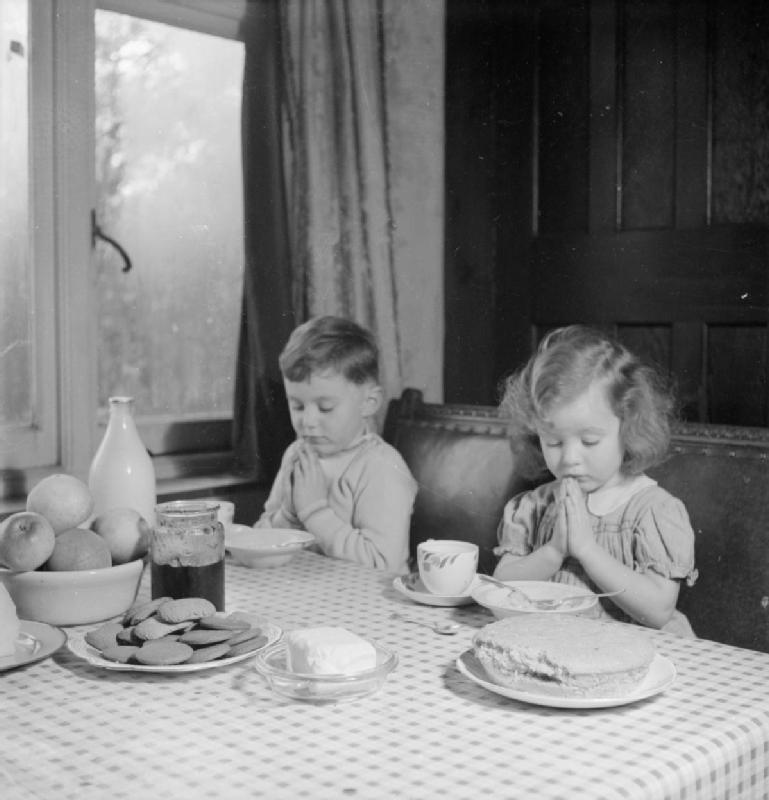
أطفال لوكسمبورغ (تم إجلاؤهم) في مقاطعة سري في إنجلترا (1942)
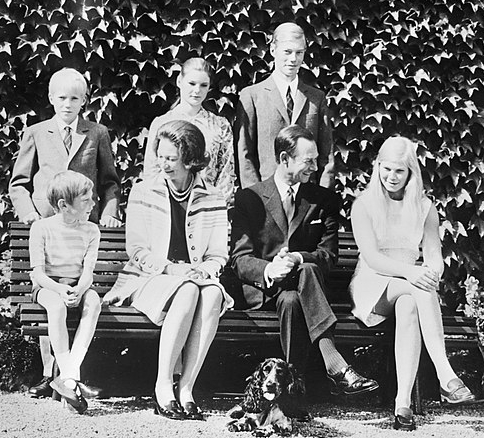
الزوجان الدوق والدوقة الكبيران في لوكسمبورغ مع أطفالهما (1971)

## انظر ايضا
- قائمة اللوكسمبورغيون
- أمريكيون لوكسمبورجيون
- لوكسمبورجيون في شيكاغو
- برازيليون لوكسمبورجيون
- برتغاليون لوكسمبورجيون

## الملاحظات
1. ↑  "Population par sexe et par nationalité (x 1 000) 1981, 1991, 2001 - 2014". Le portail des statistiques. مؤرشف من الأصل في 2018-04-21. اطلع عليه بتاريخ 2014-07-25.
2. ↑  "Population par sexe et par nationalité (x 1 000) 1981, 1991, 2001 - 2014". Le portail des statistiques. مؤرشف من الأصل في 2018-04-21. اطلع عليه بتاريخ 2014-07-25.
3. 1 2  وكالة المخابرات المركزية. "كتاب حقائق العالم" (بالإنجليزية). وكالة المخابرات المركزية. Archived from the original on 2015-11-17. Retrieved 2020-10-14.
4. 1 2 3 4 5  وكالة المخابرات المركزية. "كتاب حقائق العالم" (بالإنجليزية). وكالة المخابرات المركزية. Retrieved 2020-10-14.
5. 1 2 3  Cole (2011), p. 246
6. ↑  Minahan 2000، صفحة 769
7. ↑  Minahan 2000، صفحة 433
8. ↑  Luxemburgisch, Luxembourgish[وصلة مكسورة] at قاموس أكسفورد الإنجليزي; Luxembourgeois at Oxford English Dictionary نسخة محفوظة 2023-12-16 على موقع واي باك مشين.
9. ↑  "List of countries, territories and currencies". Interinstitutional Style Guide. Publications Office of the الاتحاد الأوروبي. 24 يناير 2012. مؤرشف من الأصل في 2012-02-05. اطلع عليه بتاريخ 2017-10-19.
10. ↑  Victor Rouă (14 Nov 2015). "The Transylvanian Saxon Citadel Of Reps (Rupea)". The Dockyards (بالإنجليزية). Archived from the original on 2023-12-04. Retrieved 2023-01-16.
11. ↑  Vu(m) Nathalie Lodhi (13 يناير 2020). "The Transylvanian Saxon dialect, a not-so-distant cousin of Luxembourgish". RTL. مؤرشف من الأصل في 2023-12-29. اطلع عليه بتاريخ 2022-09-18.
12. ↑  Stephen McGrath (10 سبتمبر 2019). "The Saxons first arrived in Romania's Transylvania region in the 12th Century, but over the past few decades the community has all but vanished from the region". BBC Travel. مؤرشف من الأصل في 2023-03-26. اطلع عليه بتاريخ 2022-09-18.
13. ↑  Victor Rouă (19 Aug 2015). "A Brief History Of The Transylvanian Saxon Dialect". The Dockyards (بالإنجليزية). Archived from the original on 2023-09-28. Retrieved 2023-01-16.
14. ↑  James M. Beidler. "Researching the "Germans Outside Germany" in Eastern Europe". Family Tree Magazine (بالإنجليزية). Archived from the original on 2023-09-25. Retrieved 2023-04-24.
15. ↑  Victor Rouă (3 Oct 2015). "تاريخ الساكسونيين الترانسيلفانيين". The Dockyards (بالإنجليزية). Archived from the original on 2023-09-28. Retrieved 2023-01-16.